# Stalled Cairn auf Swona

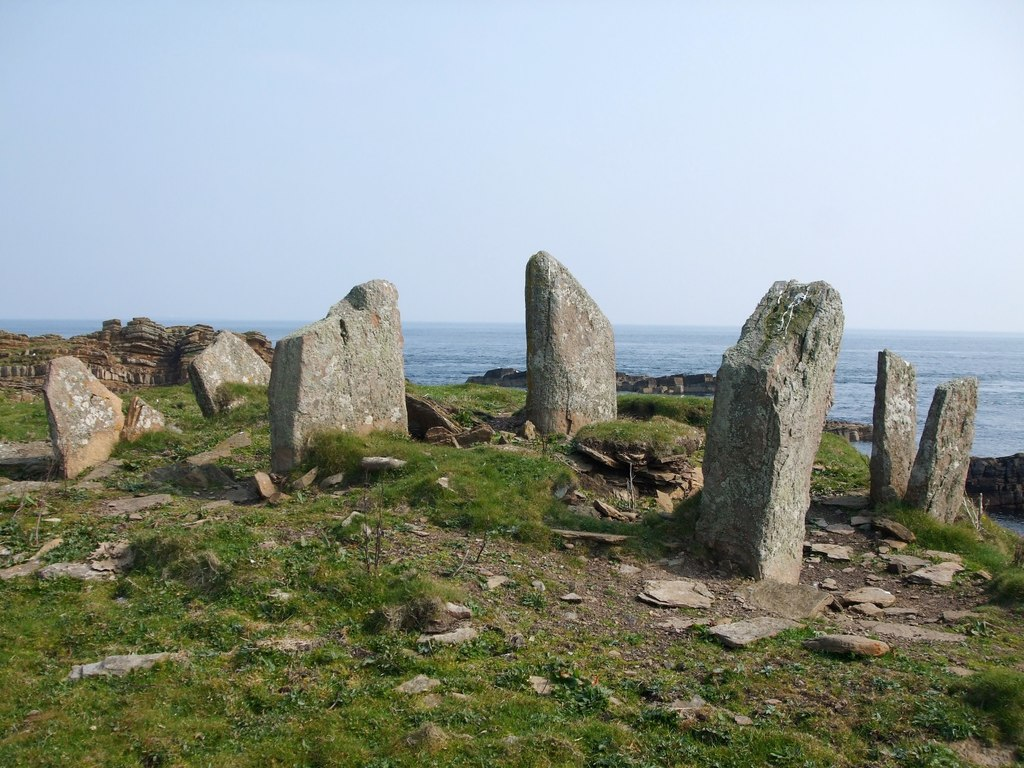
Stalled Cairn auf Swona

Der Stalled Cairn auf Swona ist ein stark erodierter Cairn auf der Tarf in Stanemora, am südlichen Ende der Orkneyinsel Swona in Schottland. 
Erhalten sind sieben aufrechte Platten (einige in Pultdachform) der West-Ost orientierten Kammer eines Stalled Cairn. Die höchste der Platten steht 1,45 m hoch, das Hügelmaterial ist weitgehend abgetragen oder erodiert. Der Typ hat den Namen von der Tatsache, dass die Kammer durch beidseitig aufgestellte, dünne Platten stallartig in zwei gegenüberliegende Boxenreihen unterteilt ist. Er ist mit 60 Anlagen auf den Orkney vertreten und mit der Unstan Ware als Keramik verbunden. Bei Stalled oder Orkney-Cromarty-Cairns (OC) ist der sehr kurze Gang kein wesentliches Merkmal. Die Kammer selbst ist rechteckig und langgestreckt (z. B. Midhowe Cairn, Unstan Cairn).

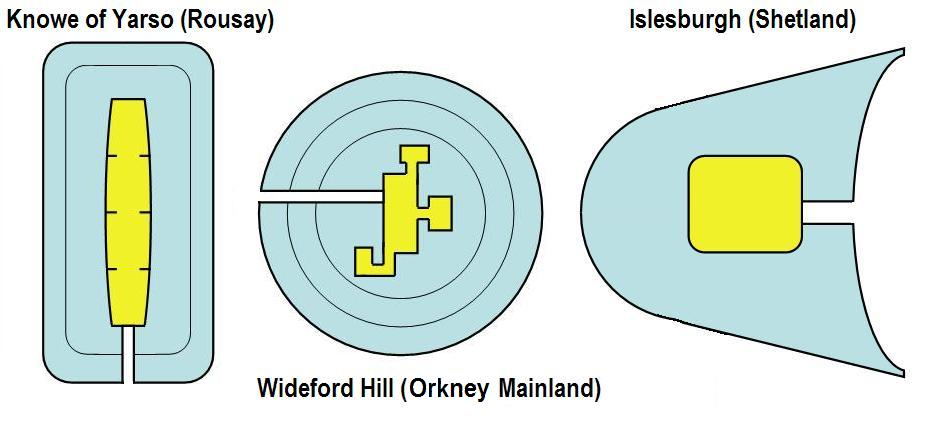
Schema eines Stalled Cairns (links)

Paare hoher Platten und der Stumpf, einer Endplatte bilden die Reste einer dreigliedrigen Kammer. Die beiden östlichen Orthostaten liegen nur 0,6 m auseinander, sind 0,9 und 1,0 m hoch und könnten die Endplatten eines Ganges sein. Das mittlere Paar steht 1,5 m auseinander und ist 1,25 m hoch. Das westliche Paar steht 1,7 auseinander und ist 1,45 bzw. 1,15 m hoch, wobei ein Orthostat in zwei dünne Platten gespalten ist. Nahe dem Zentrum des ersten Abteils liegen drei dünne Platten nahezu senkrecht auf ihren Längskanten, vermutlich Teile einer zerbrochenen Platte. Andere Plattenstümpfe auf der Südseite des Cairns scheinen Sekundärstrukturen zu sein.
Die Reste des Cairns haben im Bereich der Kammer eine Höhe von 0,8 m. Der Umfang des Cairns, vor allem auf der erodierten Südwestseite, ist schlecht zu definieren. Er kann etwa 16,5 × 10,5 m betragen haben. Die Insel ist so klein (92 ha), dass ihre Bewohner allein nicht ausreichten um die Megalithanlage zu errichten. Wie die auf anderen kleinen Inseln (z. B. Holm of Papa) errichteten Anlagen, wird eine größere Nutzergemeinschaft für den Bau verantwortlich sein.